# Loups-garous (émission de télévision)
Pour les articles homonymes, voir Loups-Garous.
 (novembre 2024).
Si vous disposez d'ouvrages ou d'articles de référence ou si vous connaissez des sites web de qualité traitant du thème abordé ici, merci de compléter l'article en donnant les références utiles à sa vérifiabilité et en les liant à la section « Notes et références ».
 (novembre 2024).
Loups-garous est un jeu télévisé présenté par Fary et Panayotis Pascot diffusé sur Canal+ en octobre 2024, fondé sur le jeu de société Les Loups-garous de Thiercelieux. L'humoriste Mister V est la voix off lors de la première saison

## Déroulement
Dans le village de Thiercelieux au cœur d'une forêt, 13 joueurs aux profils différents sont réunis pour faire une partie de Loups-Garous grandeur nature.
Chaque nuit, les loups-garous se retrouvent pour dévorer un villageois. Chaque matin, les villageois découvrent le villageois qui manque à l'appel. Durant la journée, villageois et loups-garous participent à des quêtes. Les loups-garous ont intérêt à saboter les quêtes en évitant de se faire repérer, car réussir des quêtes donne des cartes-rôles supplémentaires qui aident les villageois à démasquer les loups-garous. Chaque soir, les villageois votent l'élimination d'un suspect lors de l'assemblée du village

## Les rôles
Les participants récupèrent des boîtes au hasard près du village lors du 1er épisode, chaque boîte détermine alors le rôle de chacun pour le reste de la partie. Le rôle ou les rôles de chacun doivent rester secret.
- Les villageois sont au nombre de 10 et doivent éliminer tous les loups-garous pour gagner la partie.
- Les loups-garous sont au nombre de 3 et doivent éliminer tous les villageois pour gagner la partie.
- La petite fille : rôle attribué lors de l'ouverture des boîtes, elle peut espionner les loups-garous pendant la nuit. Dans cette adaptation télévisée, la petite fille peut regarder à travers une fine ouverture à travers la boîte aux lettres depuis sa cabane.
- Le capitaine : rôle secondaire non-secret, il est élu par les autres candidats, il peut être villageois ou loup-garou. Le capitaine mène l'assemblée du village et tranche en cas d'égalité lors des votes de l'assemblée.
- La voyante : rôle secondaire attribué à un villageois (non loup-garou) en cours de partie. La voyante peut pendant la nuit découvrir le vrai rôle des autres participants, 2 fois maximum dans cette adaptation télévisée.
- Le renard : un villageois (non loup-garou) qui se sacrifie dans cette adaptation télévisée. En contre partie, il désigne 3 joueurs et permet de révéler si au moins un loup-garou est parmi les 3 désignés.
- La sorcière : rôle secondaire attribué à un villageois (non loup-garou) en cours de partie. La sorcière peut ressusciter un villageois éliminé par les loups-garous durant la nuit.

## Résumes des épisodes
La première saison est composée de 8 épisodes.
| Saison | Épisode | Titre                         | Date de sortie    |
| --- | ------- | ----------------------------- | ----------------- |
| 1 | 1       | Je suis Villageois            | 11 octobre 2024   |
| Les participants découvrent leurs rôles et le village de Thiercelieux. Le rôle de loup-garou de Charlie et le rôle de villageoise de Nesrine est révélé aux spectateurs. Pierre est le premier villageois éliminé par les loups-garous. La quête des portes est réussie par les participants. |         |                               |                   |
| 1 | 2       | Un problème de maths          | 11 octobre 2024   |
| L'existence du rôle de la petite fille est révélé aux participants, mais sans dévoiler qui incarne le rôle. Edwin est élu capitaine par les participants. Guillaume est éliminé lors de l'assemblée du village. |         |                               |                   |
| 1 | 3       | Je te sors des stats mec      | 18 octobre 2024   |
| Alexane est tiré au sort pour être la voyante par Edwin (capitaine) parmi par les villageois uniquement suite à la quête réussie du 2e épisode, l'identité de la voyante reste secrète. La voyante (Alexane) vérifie le rôle principal de Nesrine. Élodie est éliminée par les loups-garous. |         |                               |                   |
| 1 | 4       | Je sais que tu vas me dévorer | 18 octobre 2024   |
| La quête des défis est réussie par le groupe et affecte grandement l'assemblée du village (voir : Votes de la 2e assemblée ci-contre). Aurélie est éliminée lors de l'assemblée du village. |         |                               |                   |
| 1 | 5       | Plus le choix                 | 25 octobre 2024   |
| Le rôle de loup-garou d'Olivier est révélé aux spectateurs. Clara est tiré au sort pour être la sorcière parmi par les villageois uniquement suite à la quête réussie du 4e épisode, l'identité de la sorcière reste secrète, son rôle de villageoise est donc révélé aux spectateurs. La voyante (Alexane) vérifie le rôle principal de Charlie. Suzy se sacrifie pour la carte du renard et désigne Nesrine, Olivier et Charlie : le pouvoir du renard révèle qu'au moins 1 loup-garou se cache parmi les 3. Dylan est éliminé par les loups-garous, mais est ressuscité par la carte de la sorcière (Clara). |         |                               |                   |
| 1 | 6       | Diiinguerie !                 | 25 octobre 2024   |
| Les loups-garous connaissaient le fonctionnement de la quête du pari en avance et la font échouer. En récompense du sabotage réussi des loups-garous, l'assemblée du village devient une assemblée salvatrice. Le village ne votera pas l'élimination d'un suspect, mais la protection d'un participant. Clara est éliminée par les loups-garous et son rôle de sorcière est révélé aux participants. Lors de l'assemblée salvatrice, Stéphane est désigné comme le participant ayant la protection. Le rôle de loup-garou de Stéphane est révélé aux spectateurs.                                              |         |                               |                   |
| 1 | 7       | Keyser Söze                   | 1er novembre 2024 |
| |         |                               |                   |
| 1 | 8       | Devant tout le monde          | 1er novembre 2024 |
| |         |                               |                   |

## Participants
| Légende : |  | - Vainqueur - Finaliste - Rôle connu de tous |  | - Éliminé(e) par les Loups-garous - Éliminé(e) lors de l'assemblée du village - Sacrifice d'un villageois - Ressuscité par la sorcière |

| Participant          | Occupation               | Apparition    | Rôle principal | Autre rôle   | Statut |
| -------------------- | ------------------------ | ------------- | -------------- | ------------ | --- |
| Pierre Frolla        | Apnéiste                 | Épisode 1     | Villageois     |              | Éliminé par les Loups-garous                                                                              |
| Guillaume Petit-Jean | Mnémoniste               | Épisode 1 à 2 | Villageois     |              | Éliminé lors de l'assemblée du village                                                                    |
| Élodie Mielczareck   | Sémiologue               | Épisode 1 à 3 | Villageoise    |              | Éliminée par les Loups-garous                                                                             |
| Aurélie Jean         | Mathématicienne          | Épisode 1 à 4 | Villageoise    |              | Éliminée lors de l'assemblée du village                                                                   |
| Suzy Bemba           | Actrice                  | Épisode 1 à 5 | Villageoise    | Renard       | Se sacrifie pour la carte du renard                                                                       |
| Olivier Mas          | Ancien espion de la DGSE | Épisode 1 à 6 | Loup-garou     |              | Éliminé lors de l'assemblée du village                                                                    |
| Clara Gobert         | Streameuse               | Épisode 1 à 6 | Villageoise    | Sorcière     | Éliminée par les Loups-garous                                                                             |
| Charlie Haid         | Mentaliste               | Épisode 1 à 8 | Loup-garou     |              | Vainqueur                                                                                                 |
| Edwin Mbele          | Expert du Loup-Garou     | Épisode 1 à 8 | Villageois     | Capitaine    | Éliminé lors de l'assemblée du village                                                                    |
| Nesrine Slaoui       | Journaliste-enquêtrice   | Épisode 1 à 8 | Villageoise    |              | Finaliste                                                                                                 |
| Stéphane Malassagne  | Comédien                 | Épisode 1 à 8 | Loup-garou     |              | Vainqueur                                                                                                 |
| Alexane Najchaus     | Joueuse de poker         | Épisode 1 à 8 | Villageoise    | Voyante      | Finaliste                                                                                                 |
| Dylan Slama          | Avocat pénaliste         | Épisode 1 à 8 | Villageois     | Petite fille | Éliminé par les Loups-garous et ressuscité par la sorcière. Éliminé par les Loups-garous une seconde fois |

## Résumé des votes

### Votes lors des assemblées du village
Légende :
- Éliminé(e) : participant ayant le plus de voix contre lui lors de l'assemblée du village
- Joueur protégé lors de l'assemblée salvatrice

| Nesrine Slaoui       | Guillaume                                                      | Aurélie                                                        | Olivier                                                        | Non-votant                                                     | Edwin                                                          |         |         |
| Stéphane Malassagne  | Nesrine                                                        | Non-votant                                                     | Olivier                                                        | Stéphane (protégé)                                             | Edwin                                                          |         |         |
| Charlie Haid         | Aurélie                                                        | Aurélie                                                        | Olivier                                                        | Charlie désigne Dylan                                          | Edwin                                                          |         |         |
| Edwin Mbele          | Guillaume                                                      | Alexane                                                        | Clara                                                          | Edwin désigne Charlie                                          | Charlie                                                        |         |         |
| Alexane Najchaus     | Guillaume                                                      | Aurélie                                                        | Olivier                                                        | Alexane désigne Edwin                                          | Edwin                                                          |         |         |
| Dylan Slama          | Nesrine                                                        | Edwin                                                          | Edwin                                                          | Dylan désigne Nesrine                                          | Éliminé                                                        | Éliminé | Éliminé |
| Clara Gobert         | Guillaume                                                      | Aurélie                                                        | Olivier                                                        | Éliminée, elle désigne Alexane                                 | Éliminée, elle désigne Alexane                                 |         |         |
| Olivier Mas          | Guillaume                                                      | Aurélie                                                        | Edwin                                                          | Éliminé                                                        | Éliminé                                                        |         |         |
| Suzy Bemba           | Guillaume                                                      | Stéphane                                                       | Sacrifiée                                                      | Sacrifiée                                                      | Sacrifiée                                                      |         |         |
| Aurélie Jean         | Guillaume                                                      | Alexane                                                        | Éliminée                                                       | Éliminée                                                       | Éliminée                                                       |         |         |
| Élodie Mielczareck   | Suzy                                                           | Éliminée                                                       | Éliminée                                                       | Éliminée                                                       | Éliminée                                                       |         |         |
| Guillaume Petit-Jean | Aurélie                                                        | Éliminé                                                        | Éliminé                                                        | Éliminé                                                        | Éliminé                                                        |         |         |
| Pierre Frolla        | Éliminé par les loups-garous avant la 1re assemblée du village | Éliminé par les loups-garous avant la 1re assemblée du village | Éliminé par les loups-garous avant la 1re assemblée du village | Éliminé par les loups-garous avant la 1re assemblée du village | Éliminé par les loups-garous avant la 1re assemblée du village |         |         |

1. ↑  Lors des quêtes du 4e épisode, le groupe a décidé que Nesrine s'exprimera la dernière.
2. ↑  Lors des quêtes du 4e épisode, le groupe a décidé donner le vote de Stéphane à Clara, il ne vote donc pas.
3. ↑  Lors des quêtes du 4e épisode, le groupe a décidé qu'Edwin pourra s'entretenir en privé avec les villageois avant l'assemblée.
4. ↑  Lors des quêtes du 4e épisode, le groupe a décidé qu'Alexane doit parler avec l'accent marseillais lors l'assemblée. Elle refuse et reste donc muette.
5. ↑  Lors des quêtes du 4e épisode, le groupe a décidé de donner le vote de Stéphane à Clara, son vote compte alors double.
6. ↑  Lors des quêtes du 4e épisode, le groupe a décidé qu'Olivier ne pourra pas s'exprimer pendant l'assemblée, il restera dans sa cabane, mais pourra voter.

1. ↑  Bien que déjà éliminée, Clara désigne Alexane pour l'assemblée salvatrice.

Assemblée salvatrice a lieu lors de l'épisode 6, le but est de protéger un participant qui ne pourra pas être éliminé par les Loups-garous durant la nuit. Le vote se déroule à l'envers, chaque participant désigne un joueur qui ne sera pas protégé et ainsi de suite. Le dernier joueur n'ayant pas été désigné est alors protégé.